# Bogucsani
Bogucsani (oroszul: Богучаны) falu Oroszország ázsiai részén, a Krasznojarszki határterületen, a Bogucsani járás székhelye. 
Népessége: 11 232 fő (a 2010. évi népszámláláskor).

## Elhelyezkedése
Krasznojarszktól 571 km-re északra, az Angara alsó folyásának bal partján helyezkedik el, a torkolattól 320 km-re. Környékét sűrű tajga borítja. A legközelebbi vasútállomás Karabula (46 km), a legközelebbi város Kanszk, mellyel az Aban járási székhelyen át vezető országút köti össze.
A faluról nevezték el – és kezdetben oda tervezték – a folyón feljebb, Kogyinszknál épült Bogucsani vízerőművet. 

## Története
A 17. század elején a területet evenkik és más tunguz népcsoportok lakták. A Bogucsani elnevezés az evenki bukacsan szóból származik, jelentése: 'dombok, halmok [közötti folyó]'; rokonértelmű szava a bugacs, jelentése: 'rossz, mocsaras hely'. 
Írott forrás szerint a falu alapítási évének 1642 számít, bár ilyen nevű kis település már 1630-tól létezett. 1791-ben elkészült az első kőtemplom. 1864-ben a falunak 29 udvara és 193 lakosa volt. 1885-ben voloszty (kisebb közigazgatási egység) székhelye, 1927-ben járási székhely lett. 1933-ban erdőgazdasági szövetkezete alakult, áramfejlesztő telepét 1935-ben helyeztek üzembe. 1939-ben átadták a járási kórház első épületét, ugyanakkor fejezte be tanulmányait a helyi középiskola első végzős osztálya. A világháború utáni években a fakitermelés a gazdaság vezető ágazata lett. Az angarai fenyő híresen jó minőségű, exportra is szállítanak belőle. 
Az 1970-es évek végén elkezdődött az Angarán létesítendő nagy vízerőmű tervezése, majd építése. Akkorra már megépült az Alsó-Angara vidékét a transzszibériai vasútvonallal összekötő szárnyvonal: a Nyizsnyaja Pojma település Resoti nevű állomásáról kiinduló vasútvonal végpontja Tajozsnij falu Karabula nevű állomása, Bogucsanitól 45 km-re. A vasútvonal az Alsó-Angara folyamatban lévő iparosítását szolgálja.

## Változások a 21. században
Az Alsó-Angara körzetében jelentős ipari fejlesztések kezdődtek. 
Bogucsánitól 20 km-re nyugatra 2011. november 10-én avatták fel az Angarán épült 1608 m hosszú, kétszer egysávos közúti hidat, mely idővel vasúti híddá is bővíthető. Jelenleg azonban (2019) a túlsó oldalon még közút sincs tovább, a jobb parti Angarszkij falunál az út véget ér. Szintén Bogucsani közelében vezet át a folyó felett a Kujumba (Evenkiföld)–Tajset 700 km hosszú kőolajvezeték.
A közeli Tajozsnij falu mellett nagy kapacitású aluminiumgyár épült, melynek első egysége 2016-ban kezdett termelni (a második egység építését hosszabb időre leállították).
2016-ban helyezték üzembe a Kraszleszinveszt cég korszerű fafeldolgozó 
telepét, később ugyanott épült a fahulladékot hasznosító fapellet (bio fűtőanyag) üzem is. A cég a folyó jobb partján a fakitermeléshez több nagy erdőterületet bérel, a feldolgozás a bal parton létesített üzemekben, Bogucsanitól 16 km-re történik.
Az iparvállalatok lakásépítéssel, szociális-, sport- és oktatási intézmények támogatásával is hozzárulnak a járási székhely gondjainak enyhítéséhez. A falu elhanyagolt repülőtere csak kisebb gépek és helikopterek fogadására képes, de így is jelentős szerepe van az ellátásban.  